# Rhinopalpa nocturnia
Rhinopalpa nocturnia är en fjärilsart som beskrevs av Hans Fruhstorfer 1913. Rhinopalpa nocturnia ingår i släktet Rhinopalpa och familjen praktfjärilar. Inga underarter finns listade.